# Liste von Selbstmordanschlägen des Islamischen Dschihad in Palästina
Die Liste von Selbstmordanschlägen des Islamischen Dschihad in Palästina ist eine Übersichtsliste von Selbstmordanschlägen, die von der militant-palästinensischen Untergrundbewegung Islamischer Dschihad in Palästina (arabisch حركة الجهاد الإسلامي في فلسطين, DMG Ḥarakat al-ǧihād al-islāmī fī filasṭīn), international abgekürzt PIJ (Palestinian Islamic Dschihad) verübt wurden. Die Bewegung wird in diversen Ländern als Terrororganisation eingestuft.
Die PIJ ist für mindestens 40 Selbstmordanschläge in Israel, im Gazastreifen und im Westjordanland zwischen den Jahren 1993 bis Ende 2005 verantwortlich. Sie ereigneten sich damit zu einem Großteil während der Zeit der Zweiten Intifada.

## Liste der Selbstmordanschläge
Die Liste folgt primär der Auflistung von Muhammad H. Hafez: Manufacturiung Human Bombs - The Making of Palestinian Suicide Bombers, United States Institute of Peace, Washington D.C., 2006. Abweichende Angaben bzw. Quellen werden als Einzelnachweise angegeben.
| Nr. | Datum           | Anschlagsort                                                                     | Opfer    | Opfer      | Attentäter | Attentäter                          | Attentäter | Attentäter | andere Reklamationen                                                                | Quellen       |
| Nr. | Datum           | Anschlagsort                                                                     | Tote     | Verletzte  | Anzahl     | Name                                | Alter      | Geschlecht | andere Reklamationen                                                                | Quellen       |
| --- | --------------- | -------------------------------------------------------------------------------- | -------- | ---------- | ---------- | ----------------------------------- | ---------- | ---------- | ----------------------------------------------------------------------------------- | ------------- |
| 1   | 12.12.1993      | Gaza (Anschlag auf Militärfahrzeug)                                              | 0        | 1/2        | 1          | Anwar Aziz                          | 26         | männlich   |                                                                                     | [ 2 ]         |
| 2   | 11.11.1994      | Netzarim (Anschlag auf Checkpoint)                                               | 1/3      | 3/10/11    | 1          | Hisham Ismail Abd al-Rahman Hamad   | 21         | männlich   |                                                                                     | [ 2 ]         |
| 3   | 22.01.1995      | Beit Lid (bei Netanja) (Doppelanschlag auf Bushaltestelle)                       | 19/21/22 | 60/61/66   | 2          | Anwar Sukkar                        | 23         | männlich   |                                                                                     | [ 2 ]         |
| 3   | 22.01.1995      | Beit Lid (bei Netanja) (Doppelanschlag auf Bushaltestelle)                       | 19/21/22 | 60/61/66   | 2          | Salah Shakir                        | 25         | männlich   |                                                                                     | [ 2 ]         |
| 4   | 09.04.1995      | Kefar Darom (Anschlag auf Bus)                                                   | 8        | 30/52      | 1          | Khaled Mohammed Khatib              | 24/29      | männlich   |                                                                                     | [ 2 ]         |
| 5   | 01/02. 11.1995  | Qarara (Gazastreifen)                                                            | 0        | 11         | 2          | Ribhi Kahlout                       | 22         | männlich   |                                                                                     | [ 2 ]         |
| 5   | 01/02. 11.1995  | Qarara (Gazastreifen)                                                            | 0        | 11         | 2          | Muhammad Abu Hashem                 | 18         | männlich   |                                                                                     | [ 2 ]         |
| 6   | 04.03.1996      | Tel Aviv (Anschlag auf Einkaufszentrum)                                          | 12/13/20 | 75/125/126 | 1          | Ramez Obaid                         | 24         | männlich   | Hamas                                                                               | [ 2 ]         |
| 7   | 01.04.1997      | Kefar Darom + Netzarim                                                           | 0        | 3/5        | 2          | Abdallah al-Madhiun                 | unb.       | männlich   |                                                                                     | [ 2 ]         |
| 7   | 01.04.1997      | Kefar Darom + Netzarim                                                           | 0        | 3/5        | 2          | Anwar al-Shabrawi                   | unb.       | männlich   |                                                                                     | [ 2 ]         |
| 8   | 06.11.1998      | Jerusalem (Anschlag auf Markt)                                                   | 0        | 21/24      | 2          | Youssef Zughayer                    | 21         | männlich   | Hamas                                                                               | [ 2 ]         |
| 8   | 06.11.1998      | Jerusalem (Anschlag auf Markt)                                                   | 0        | 21/24      | 2          | Suleiman Tahayneh                   | 24         | männlich   | Hamas                                                                               | [ 2 ]         |
| 9   | 26.10.2000      | Khan Yunis (Anschlag auf Militärposten)                                          | 0        | 1          | 1          | Nabil Arair                         | 24         | männlich   |                                                                                     | [ 2 ]         |
| 10  | 22.12.2000      | Mehola (Anschlag auf Café)                                                       | 0        | 3/5        | 1          | Hisham Abdallah Najaar el Faloji    | 24         | männlich   | Var.: Hamas                                                                         | [ 2 ]         |
| 11  | 25.05.2001      | Chadera (Anschlag auf Bus)                                                       | 0        | 60/65      | 2          | Ala Hilal Abdel Satar Sabbah        | 19         | männlich   |                                                                                     | [ 2 ]         |
| 11  | 25.05.2001      | Chadera (Anschlag auf Bus)                                                       | 0        | 60/65      | 2          | Osama Nimer Darwish Abu el Heija    | 21         | männlich   |                                                                                     | [ 2 ]         |
| 12  | 01.06.2001      | Tel Aviv (Anschlag auf Discothek)                                                | 21       | 100/120    | 1          | Sa'ed al-Hotary                     | 21         | männlich   | Var.: Hamas, Palästinensische Hezbollah                                             | [ 2 ]         |
| 13  | 16.07.2001      | Binjamina (Anschlag auf Zughaltestelle)                                          | 2        | 8/11       | 1          | Nidal Mustafa Ibrahim Abu Shaduf    | 20         | männlich   |                                                                                     | [ 2 ]         |
| 14  | 09.08.2001      | Jerusalem (Anschlag auf die Pizzeria Sbarro)                                     | 15       | 130        | 1          | Ezzeddin Ahmad al-Masri             | 23         | männlich   |                                                                                     | [ 2 ]         |
| 15  | 12.08.2001      | Kirjat Motzkin (Anschlag auf Café)                                               | 0        | 21         | 1          | Mahmoud Baker Nasser                | 27         | männlich   |                                                                                     | [ 2 ]         |
| 16  | 09.09.2001      | Naharija (Anschlag auf Zughaltestelle)                                           | 0/4      | 17/30      | 1          | Abd al-Fatah Muhammad Muslah Rashed | 25         | männlich   | Var.: Hamas                                                                         | [ 2 ]         |
| 17  | 07.10.2001      | Kibbutz Shluhot (bei Bet Scheʾan) (Anschlag auf Zufahrtsstraße)                  | 1        | 0          | 1          | Ahmad Abdul Mu'nem Ahmad Daraghmeh  | 17         | männlich   |                                                                                     | [ 2 ]         |
| 18  | 29.11.2001      | Pardes Chana-Karkur (Anschlag auf Bus)                                           | 2/3      | 8/9        | 1          | Fares Abu Suleiman                  | 23         | männlich   |                                                                                     | [ 2 ]         |
| 19  | 05.12.2001      | Jerusalem (Anschlag auf Straße, evtl. ursprünglich als Anschlag auf Bus geplant) | 0        | 5/8        | 1          | Daoud Ali Ahmed Abu Sway            | 43/46      | männlich   |                                                                                     | [ 2 ]         |
| 20  | 09.12.2001      | Haifa (Anschlag auf Checkpoint / auf Mitfahrpunkt)                               | 0        | 30         | 1          | Nimer Muhammad Yussuf Abu Sayfin    | 18/20      | männlich   | Var.: Keine Reklamation Var.: Gemeinsam mit Tanzim                                  | [ 2 ]         |
| 21  | 25.01.2002      | Tel Aviv (Anschlag auf Fußgängerzone)                                            | 0        | 25/26      | 1          | Safwat Abdurrahman Khalil           | 18         | männlich   |                                                                                     | [ 2 ]         |
| 22  | 05.03.2002      | Afula (Anschlag auf Bus/Bushaltestelle)                                          | 1        | 5/11/18/20 | 1          | Karim Takhaina                      | 23         | männlich   |                                                                                     | [ 2 ]         |
| 23  | 17.03.2002      | Jerusalem (Anschlag auf Bus)                                                     | 0        | 7/20/~25   | 1          | Akram Nabatiti                      | 24         | männlich   |                                                                                     | [ 2 ]         |
| 24  | 20.03.2002      | Umm al-Fahm (Anschlag auf Bus)                                                   | 7        | 29/42      | 1          | Ra'afat Tahsin Slim Diab            | 20/24      | männlich   |                                                                                     | [ 2 ]         |
| 25  | 22.03.2002      | Dschenin (Anschlag auf Checkpoint)                                               | 0        | 1          | 1          | Imad Shakirat                       | 25         | männlich   | Var.: Al-Aqsa-Märtyrerbrigaden Var.: Tanzim                                         | [ 2 ]         |
| 26  | 19.04.2002      | Katif (Anschlag auf Straßenkreuzung)                                             | 0        | 2          | 1          | Abdallah Abu Odeh                   | 19         | männlich   |                                                                                     | [ 2 ]         |
| 27  | 05.06.2002      | Megiddo (Anschlag auf Bus)                                                       | 17       | 40/50      | 1          | Hamza Aref Hassan Samudi            | 18         | männlich   |                                                                                     | [ 2 ]         |
| 28  | 17.07.2002      | Tel Aviv (Doppelanschlag in Einkaufsviertel)                                     | 5        | 40         | 2          | Mohammad Attala                     | 18         | männlich   |                                                                                     | [ 2 ]         |
| 28  | 17.07.2002      | Tel Aviv (Doppelanschlag in Einkaufsviertel)                                     | 5        | 40         | 2          | Ibrahim Najie                       | 19         | männlich   |                                                                                     | [ 2 ]         |
| 29  | 18.09.2002      | Umm al-Fahm (Anschlag auf Bushaltestelle)                                        | 1        | 2/3        | 1          | Marzuk Ghawarda                     | 21         | männlich   |                                                                                     | [ 2 ]         |
| 30  | 21./22. 10.2002 | Pardes Chana-Karkur (Anschlag auf Bus)                                           | 14       | 42/48/50   | 2          | Hamdi Hasnin                        | 19         | männlich   |                                                                                     | [ 2 ]         |
| 30  | 21./22. 10.2002 | Pardes Chana-Karkur (Anschlag auf Bus)                                           | 14       | 42/48/50   | 2          | Ashraf al-Asmar                     | 18         | männlich   |                                                                                     | [ 2 ]         |
| 31  | 04.11.2002      | Kfar Saba (Anschlag auf Einkaufszentrum)                                         | 2        | 37/40/69   | 1          | Nabil Sawalhe                       | 18/20      | männlich   | Var.: Qvutzot Yerushalayim Var.: Tanzim                                             | [ 2 ]         |
| 32  | 30.03.2003      | Netanja (Anschlag auf Café)                                                      | 0        | 26/58      | 1          | Rami Muhammad al-Jameel Ranam       | 19         | männlich   |                                                                                     | [ 2 ]         |
| 33  | 19.05.2003      | Afula (→ Anschlag auf Einkaufszentrum in Afula 2003)                             | 3        | 70         | 1          | Hiba Daraghmeh                      | 19         | weiblich   | Al-Aqsa-Märtyrer-Brigaden                                                           | [ 2 ]         |
| 34  | 19.06.2003      | Sdei Trumot (bei Bet Scheʾan) (Anschlag auf Lebensmittelladen)                   | 1        | 0          | 1          | Ahmed Abahreh                       | 20         | männlich   |                                                                                     | [ 2 ]         |
| 35  | 07.07.2003      | Kfar Yavetz (Anschlag auf Wohnhaus)                                              | 1        | 3          | 1          | Ahmed Yehiyeh                       | 22         | männlich   |                                                                                     | [ 2 ]         |
| 36  | 19.08.2003      | Jerusalem (Anschlag auf Bus)                                                     | 18/20    | 100/128    | 1          | Raed Abdel-Hamid Masq               | 29         | männlich   | Hamas                                                                               | [ 2 ]         |
| 37  | 04.10.2003      | Haifa (Anschlag auf Restaurant)                                                  | 21/22    | 60         | 1          | Hanadi Dscharadat                   | 27         | weiblich   |                                                                                     | [ 2 ]         |
| 38  | 27.02.2004      |                                                                                  | 0        | 0          | 1          | Abed al-Hameed Khattab              | 21         | männlich   |                                                                                     | [ 2 ]         |
| 39  | 06.03.2004      | Erez (Angriff und doppelter Anschlag auf Checkpoint)                             | 0/2      | 0/20       | 4          | Muhtadi Mubayyad                    | 30         | männlich   | Var.: Gemeinsam mit Al-Aqsa-Märtyrerbrigaden und Hamas                              | [ 2 ]         |
| 39  | 06.03.2004      | Erez (Angriff und doppelter Anschlag auf Checkpoint)                             | 0/2      | 0/20       | 4          | Hatem Tafesh                        | 18         | männlich   | Var.: Gemeinsam mit Al-Aqsa-Märtyrerbrigaden und Hamas                              | [ 2 ]         |
| 39  | 06.03.2004      | Erez (Angriff und doppelter Anschlag auf Checkpoint)                             | 0/2      | 0/20       | 4          | Muhammad Abu Diya                   | 19         | männlich   | Var.: Gemeinsam mit Al-Aqsa-Märtyrerbrigaden und Hamas                              | [ 2 ]         |
| 39  | 06.03.2004      | Erez (Angriff und doppelter Anschlag auf Checkpoint)                             | 0/2      | 0/20       | 4          | Amru Sa'id                          | 19         | männlich   | Var.: Gemeinsam mit Al-Aqsa-Märtyrerbrigaden und Hamas                              | [ 2 ]         |
| 40  | 25.02.2005      | Tel Aviv (Anschlag auf Nachtclub)                                                | 4        | 50/53      | 1          | Abdullah Badran                     | 21         | männlich   |                                                                                     | [ 2 ]         |
| 41  | 12.07.2005      | Netanja (Anschlag auf Einkaufszentrum)                                           | 2/5      | 40/90      | 1          | Ahmed Abu Khalil                    | 18         | männlich   | Var.: Hamas                                                                         |               |
| 42  | 28.08.2005      | Beʾer Scheva (Anschlag auf Bushaltestelle)                                       | 0        | 48         | 1          | Ayman Zaaqiq                        | 25         | männlich   |                                                                                     |               |
| 43  | 26.10.2005      | Chadera (Anschlag auf Markt)                                                     | 5/6      | 25/30      | 1          | Hassan Abu Zeid                     | 20         | männlich   |                                                                                     | [ 67 ] [ 68 ] |
| 44  | 05.12.2005      | Netanja (Anschlag auf Einkaufszentrum)                                           | 5        | 40         | 1          | Lutfi Abu Sa'ada                    | 21         | männlich   |                                                                                     |               |
| 45  | 29.12.2005      | Tulkarm (Anschlag auf Checkpoint)                                                | 4        | 3/8/10     | 1          | Alaa al-Saadi                       | 22         | männlich   |                                                                                     |               |
| 46  | 19.01.2006      | Tel Aviv (Anschlag auf Fast Food-Laden)                                          | 0        | 20/31      | 1          | Sami Abdel Hafez Antar              | 22         | männlich   |                                                                                     |               |
| 47  | 17.04.2006      | Tel Aviv (Anschlag auf Restaurant)                                               | 11       | 66         | 1          | Sami Salim Hamad                    | 21         | männlich   |                                                                                     |               |
| 48  | 06.11.2006      | Beit Hanun (Anschlag auf Checkpoint)                                             | 1        | 1          | 1          | Mervat Masaoud                      | 18         | weiblich   |                                                                                     | [ 78 ]        |
| 49  | 29.01.2007      | Eilat (Anschlag auf Bäckerei)                                                    | 3        | 0          | 1          | Mohammed Faisal al-Siksik           | 20         | männlich   | Al-Aqsa-Märtyrerbrigade, Believers Army Var.: Gemeinsam mit Al-Aqsa-Märtyrerbrigade |               |
| 50  | 22.05.2008      | Erez (Anschlag auf Grenzübergang)                                                | 0        | 0          | 1/2        | Ibrahim Nasser                      | 23         | männlich   |                                                                                     |               |
| 50  | 22.05.2008      | Erez (Anschlag auf Grenzübergang)                                                | 0        | 0          | 1/2        | unbekannt                           | unbk.      | unbk.      |                                                                                     |               |